# Eupithecia higa
Eupithecia higa är en fjärilsart som beskrevs av Paul Dognin 1899. Eupithecia higa ingår i släktet Eupithecia och familjen mätare. Inga underarter finns listade i Catalogue of Life.